# Cheshunt
Koordinaten: 51° 42′ N, 0° 2′ W

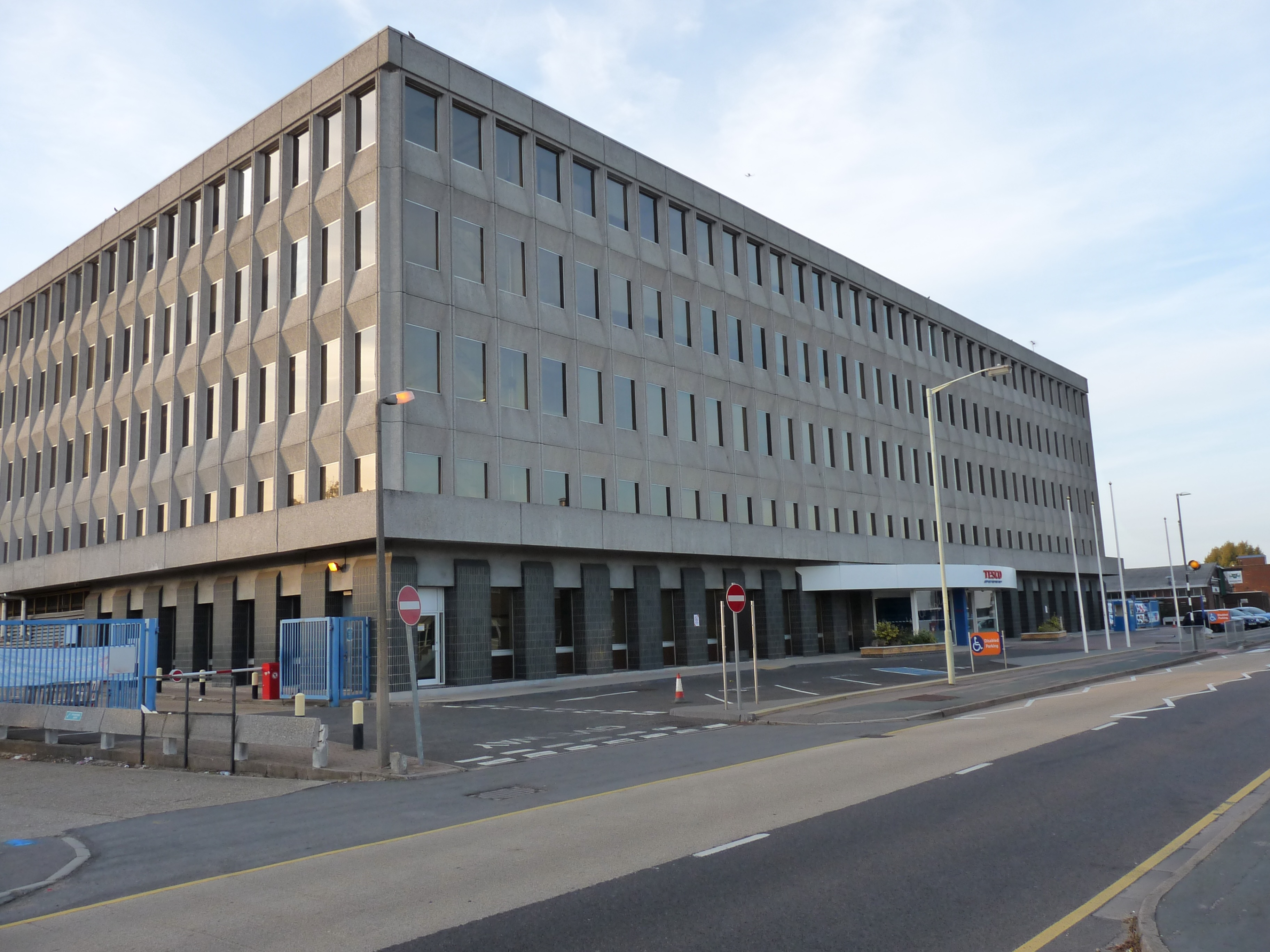
Tesco House, der Sitz von Tesco

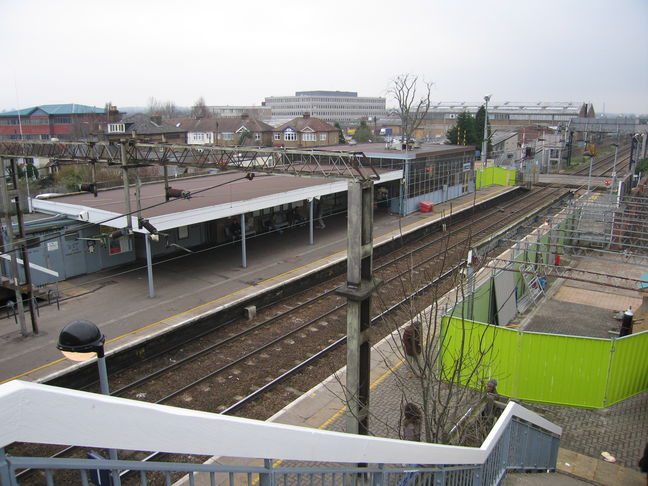
Bahnhof Cheshunt

Cheshunt [ˈtʃɛzənt] ist eine Stadt in Hertfordshire in England. Sie liegt im Borough of Broxbourne und ist eine Trabantenstadt im Norden des Ballungsraums von London. Die Stadt hat rund 50.000 Einwohner (2001).  

## Geschichte
Cheshunt liegt an der Ermine Street, einer Römerstraße von London nach Norden. Im Domesday Book aus dem 11. Jahrhundert wird Cheshunt als Cestrehunt aufgeführt. Cestre leitet sich möglicherweise vom lateinischen castrum ab, was darauf hindeutet, das der Ort aus einem römischen Militärlager entstanden ist.

## Wirtschaft
Bis in die 1960er Jahre war Cheshunt ein Zentrum der Gärtnerei, wo Thomas Rochford in Gewächshäusern neue Anbaumethoden erforschte. Die Pflanzen wurden auf dem östlich an Cheshunt vorbeifließenden River Lea und später auf dem Landweg nach London gebracht. Inzwischen sind fast alle Gärten überbaut. Ihre Geschichte ist nur noch in den Namen der Straßen oder Siedlungen dokumentiert, wie zum Beispiel Rosedale oder Thomas Rochford Way. In den 1950er und 1960er Jahren wurde bei Cheshunt Kies abgebaut; das Gelände wurde renaturiert. Heute befindet sich dort der Lee Valley Park.
Lange Zeit hatte die Supermarktkette Tesco hier ihre Zentrale. In Cheshunt befand sich auch die ursprüngliche Zentrale von Lotus Cars. Cheshunt hatte eine Werft, an deren Stelle heute eine Jugendherberge steht. Im Jahre 2006 begann die Firma News International (Teil von Rupert Murdochs News Corporation) mit dem Bau einer Druckerei.

## Transport
Im Jahre 1825 wurde in Cheshunt die erste Einschienenbahn von Henry Robinson Palmer eröffnet; sie wurde von Pferden gezogen und transportierte Ziegel.
Cheshunt liegt knapp 20 km vom Londoner Stadtzentrum entfernt an der West Anglia Main Line (London-Cambridge) und am Londoner Autobahnring M25. Greater Anglia betreibt Züge zwischen London Liverpool Street Station und Cheshunt Rail Station.

## Persönlichkeiten
Cheshunt war längere Zeit Wohnsitz des Sängers Cliff Richard. Victoria Beckham wohnte in unmittelbarer Nachbarschaft in Goffs Oak.

### Söhne und Töchter
- George Paul (1841–1921), Rosenzüchter
- Michael Dobbs, Baron Dobbs (* 1948), Politiker
- Andy Parker (* 1952), Schlagzeuger und Gründungsmitglied der Band UFO
- Emma Trott (* 1989), Radrennfahrerin und Radsporttrainerin